# Lykophron von Pherai
Lykophron von Pherai (altgriechisch Λυκόφρων Lykóphrōn) war ein griechischer Politiker und Staatsmann, der nach dem Ende des Peloponnesischen Krieges (431–404 v. Chr.) bis etwa 390 v. Chr. Alleinherrscher (Tyrann) der thessalischen Stadt Pherai war.
Pherai war in Thessalien wirtschaftlich bedeutend, weil es mit der von ihm abhängigen Stadt Pagasai den einzigen großen Hafen Thessaliens kontrollierte, von dem aus vor allem Getreide exportiert, aber auch mit Gütern aller Art gehandelt wurde. Mit dem wachsenden Wohlstand etablierte sich in Pherai eine starke Mittelschicht, die auch eigene politische Ansprüche anmeldete. Zudem gab es weder in Pherai noch in Pagasai eine alt eingesessene Adelsfamilie, was das Emporstreben der neuen Schicht erleichterte.
Die Alleinherrscher von Pherai betrieben im 4. Jahrhundert v. Chr. eine in hohem Maße expansive Politik und strebten nach der Hegemonie über ganz Thessalien. Gestützt auf die breite Masse der Händler und Handwerker gelang es als erstem Lykophron, eine durchaus populäre Tyrannis in Pherai zu errichten.
Unter Lykophron besiegten die Pheraier das Adelsgeschlecht der Aleuaden und die übrigen Thessaler in einer Schlacht am 4. September 404 v. Chr.: Die Herrschaft der Aleuaden über Larisa (auch: Larissa) wurde dadurch gestürzt und an ihrer Stelle eine gemäßigte Oligarchie errichtet, die das alte Adelsmonopol brechen sollte. Führende Aleuaden, darunter Aristippos und die Familie des in Platons Dialog Menon erwähnten Menon von Pharsalos, wurden in die Verbannung getrieben.
Die exilierten thessalischen Adligen bemühten nach ihrer Niederlage darum, Unterstützung von auswärtigen Mächten zu erhalten. Wie der Geschichtsschreiber Xenophon berichtet, gelang es Aristippos, von dem persischen Prinzen Kyros Geld für viertausend Söldner zu erhalten und damit schon im Jahre 402/1 v. Chr. nach Larisa zurückzukehren und erneut eine extreme Oligarchie zu errichten. Die anhaltenden Auseinandersetzungen zwischen den Larisaiern und den Tyrannen von Pherai bestimmten in der Folgezeit die politische Entwicklung Thessaliens.
(Direkter?) Nachfolger Lykophrons war sein Sohn oder Schwiegersohn Jason von Pherai.